# كانيجاي دوروتيا

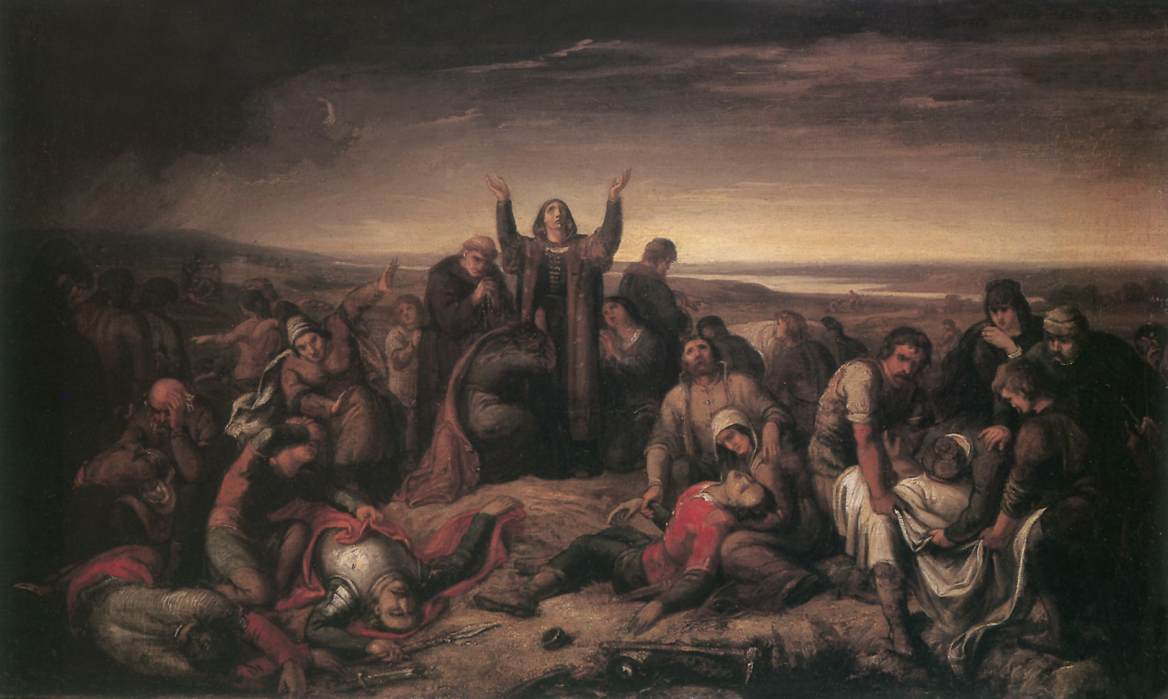
السيدة پيريني، كانيجاي دوروتيا، تجمع القتلى بعد معركة موهاكس 1526م.
للرسام الهولندي: أورلاي بيتريش شوما (Orlai Petrich Soma) (1822م-1880م).

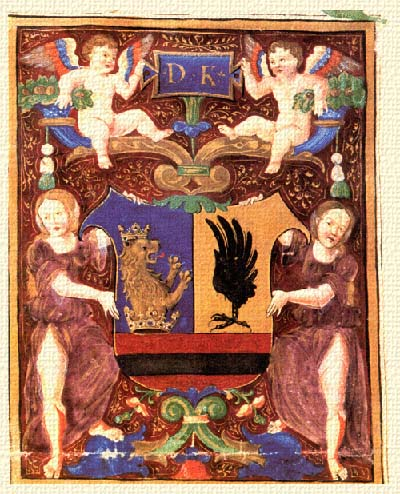
شعار النبالة لكانيجاي دوروتيا.

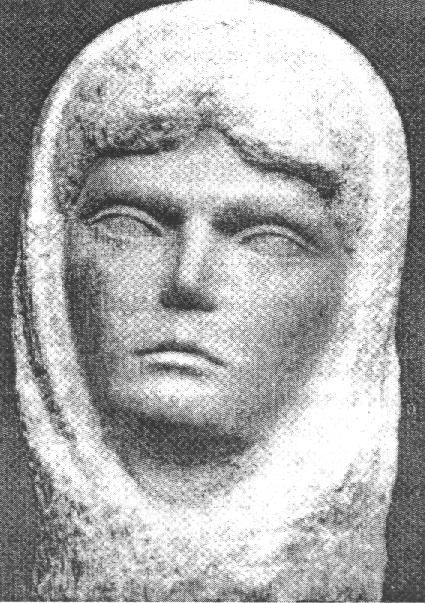
تمثال لوجه السيدة كانيجاي دوروتيا.

كانيجاي دوروتيا (بالمجرية: Kanizsai Dorottya)(ولادة: 1490م- وفاة: بعد 1532م)، سيدة نبيلة مجرية عاشت في القرنين الخامس عشر والسادس عشر، وهي ابنة ميكلوش كانيجاي (بالمجرية: Kanizsai Miklós)، سيد شوبرون. تفاصيل ميلادها ووفاتها غير معروفة بدقة، وآخر ذكر لها في المصادر كان في عام 1532م، وهي تحظى باحترام كبير في المجر.
اشتهرت ببحثها شخصيًا عن رفات أقاربها المقتولين في ساحة معركة موهاكس عام 1526م التي كانت واحدة من أعظم الكوارث في التاريخ المجري حيث هزم العثمانيون الجيش المجري بقيادة الملك لويس الثاني ورئيس أساقفة كالوتشا بولس توموري.

## حياتها
كان والد كانيجاي دوروتيا حاكم مقاطعة، ولذلك، بحسب التقاليد، تلقت تعليمًا عاليًا في منزلها. ونظرًا لعدم وجود مدارس عامة، كانت العائلات النبيلة ترسل بناتها للتربية في بيوت السيدات النبيلات الشهيرات، وكان بيت كانيجاي دوروتيا معروفًا على نطاق واسع لتربية البنات، وكان منزلها مركزًا تعليميًا مهمًا للنساء النبيلات رفيعات المستوى.
لم تكتسب الفتيات في بيتها المعارف السائدة في ذلك العصر فحسب، بل كنّ يتعلّمن أيضًا معنى الإنسانية والثبات من خلال قدوة هذه السيدة العظيمة.
كانت تحظى بالاحترام في البلاط وكانت تقيم في بلاط الملك لويس الثاني ملك المجر في كثير من الأحيان وتشارك أيضًا في مداولاته، وهو أمر غير معتاد بالنسبة لامرأة في ذلك الوقت. وبناءً على طلبها، حصلت دوروتيا على شعار النبالة العائلي من الملك لويس الثاني ملك المجر، والذي يصور عائلتي غيريب وكانيجاي.

## زواجها
تزوجت لأول مرة من بالاطين المجر بطرس غيريب (بالمجرية: Geréb Péter)، وكانت سعيدة في زواجها، وعندما توفي عام 1503م، أمرت أرملته ببناء كنيسة فوق قبره في والپاخ (Walpach) وتبرعت بمبلغ كبير للكنيسة بشرط أن تقام قداسات منتظمة للموتى.
وبعد وفاة بطرس غيريب، تزوجت إيمري پيريني، وكان أيضًا بالاطين المجر، وبذلك أصبحت زوجة أب لكل من:
1. فيرينك پيريني (بالمجرية: Perényi Ferenc) أسقف ڤاراد (بالمجرية: Várad) (أوراديا حاليا)، الذي قُتل في معركة موهاج 1526م،
2. وبطرس پيريني (بالمجرية: Perényi Péter) حارس التاج المجري المقدس، وڤُويْڤُود ترانسيلڤانيا.

كان زوجها الثاني إيمري پيريني هو الأكثر شهرة، ولكن كان هذا الزواج أقل سعادة، حيث كان إيمري پيريني رجلاً فخوراً ومتعطشًا للسلطة. أما دوروتيا فكانت امرأة متواضعة للغاية وتحب أن تعيش حياة منعزلة.
عندما توفي زوجها الثاني إيمري پيريني في 5 فبراير 1519م، لم تتزوج دوروتيا مرة أخرى، وتولت رعاية أبناء زوجها الثاني، وقضت حياتها في عزلة وكانت داعمة للفقراء والمحتاجين.

## دفن قتلى معركة موهاكس
بعد معركة موهاكس يوم 29 أغسطس 1526م، دفن العثمانيون في اليوم التالي 30,000-50,000 جثة تحت سهل موهاكس، بما في ذلك الخسائر العثمانية لكل قتلى المعركة، قبل النزوح من أرض موهاكس.
تم العثور حتى الآن على حوالي 600-800 جثة منهم فقط، معظمهم في محيط قرية ساتورهيلي (بالمجرية: Sátorhely)، على بعد حوالي 4-5 كيلومترات من ساحة المعركة الفعلية.
وكحدث غير عادي، وصلت كانيجاي دوروتيا أرض معركة موهاكس بعد انقضاء المعركة بأسابيع، وأثناء بحثها عن جثة فيرينك پيريني ابن زوجه إيمري پيريني، قامت بدفن الجنود المجريين الذين قُتلوا في المعركة في مقابر جماعية بمساعدة كهنة المنطقة و400 من الفلاحين التابعين لها، وأقامت لهم الطقوس الأخيرة مانحةً إياهم مراسم الدفن اللائقة.
وعلى الأغلب أن من دفنتهم دوروتيا كانوا من الجرحى المجر الذين جرّوا أنفسهم بعيدًا ثم توفوا لاحقا بعد أيام من انتهاء المعركة، وخاصة الغرقى في المستنقعات الذين عُثر على جثثهم بعد فترة طويلة من مغادرة الجيش العثماني عندما انحسرت المياه. إذ أنه من المؤكد أن الجثث التي اكتُشفت في القبور الجماعية، قد دفنها العثمانيون بالفعل بدليل أن الجثث المكدسة فوق بعضها تشير إلى عدم اتباع مراسم الدفن المجرية بسبب الأعداد الهائلة من القتلى ومجهود حفر وشق القبور خلال يوم أو اثنين.
وفقًا لرأي عالم الأنثروبولوجيا أسطفان كيسلي (بالمجرية: Kiszely István) (1932م-2012م)، وُضع جزء كبير من الجثث في القبور قبل أن تلين صلابة أجسامهم المتيبسة، وإن جثة المتوفى تظل متيبسة لمدة 24 إلى 48 ساعة من الوفاة قبل أن تبدأ في التلين، وهذا يدل على أن العثمانيين احترموا الأموات ودفنوا كل القتلى في أرض المعركة فور انتهاءها ولم يتركوهم في العراء ويذهبوا.

## آخر أيام حياتها
أمضت سنواتها الأخيرة في شارفار (Sárváron)، حيث كرّست وقتها لتربية ابن أخيها.

## ذكراها
هذه المنشئات تحمل اسمها اليوم:
- مدرسة ثانوية في زومباثيلي [2] .
- مدرسة ثانوية مهنية في بودابست نسخة محفوظة 12 أغسطس 2021 على موقع واي باك مشين. 13 فبراير في موقع واي باك مشين (الاسم الحالي: مدرسة كانيزساي دوروتيا الكاثوليكية الثانوية، مدرسة التقنية الصحية والمدرسة المهنية).
- مدرسة ثانوية مهنية في سالجوتارجان (توقفت في 30.06.2007. رمز OM: 032300، حاليًا: مؤسسة التدريب المهني متعددة الأغراض بجامعة Semmelweis Kanizsai Dorottya).
- مدرسة ابتدائية في باتاسزيك (مدرسة باتاسزيك كانيجاي دوروتيا الابتدائية، رمز OM:201327).
- متحف في موهاكس.
- مستشفى.[3]
- نزل سياحي.
- فرقة كشافة.
- شارع في موهاج، بودابست، [4] بالاتونكينيز، وشارع في بيكس.
- مدرسة ابتدائية في شيكلوس (أُغلقت في 30.06.2008. رمز OM: 027220).

### الفنون الجميلة
- ميهالي كوفاكس : جنازة في موهاج – رسم – (1853م).
- أورلاي بيتريش سوما : السيدة بيرينييني تجمع الموتى بعد معركة موهاج (1860م).
- ميكلوس بورسوس : دوروتيا كانيزساي – تمثال – (1972م).
- تيبور بورباس : تمثال دوروتيا كانيزساي – تمثال – (1986م).

### الأدب
- ميهالي بابيتس : دوروتيا كانيزساي – قصيدة.
- جيزيلا دينيس : حبيبتي أورسيكا – رواية.